# Бирхер-Беннер, Максимилиан
Максимилиан Оскар Би́рхер-Бе́ннер (нем. Maximilian Oskar Bircher-Benner; 22 августа 1867, Арау — 24 января 1939, Цюрих) — швейцарский врач и пионер в области диетологических исследований.
В собственном санатории в Цюрихе он использовал сбалансированную диету, состоящую из овощей и фруктов, как средство исцеления пациентов, в отличие от господствующих в конце XIX века убеждений.
Самым известным его изобретением является мюсли, хотя его изобретение значительно отличается от того, что сегодня известно как мюсли, а также в Швейцарии, в частности, как мюсли Бирхера.
Бирхер-Беннер изменил привычки питания в конце XIX века. Вместо того чтобы потреблять много мяса и белого хлеба, он считал, что нужно есть фрукты, овощи и орехи. Его идеи включали не только правильное питание, но и спартанскую дисциплину. В его санатории в Цюрихе пациенты должны были выполнять монашеский распорядок дня, включая ранние часы засыпания (21.00), физические упражнения и активную работу в саду. Его теория была основана на гармонии между человеком и природой. Некоторые из его идей происходят из наблюдений за повседневной жизнью пастухов в Швейцарских Альпах, которые вели простой и здоровый образ жизни.
В конце XX века после закрытия санатория он был перепрофилирован на короткое время на студенческое общежитие. Позже он был приобретён Zurich Financial Services и назван Центром развития Цюриха. Центр используется для различных тренингов, а также там находится крупная частная коллекция произведений искусства.
Параллельно с Бирхер-Беннером в Европе Джон Харви Келлог работал в США над другой аналогичной теорией здорового питания.